# Osasco (Olaszország)
Osasco (piemontiul: Osasch) egy 1046 lakosú település Torino megyében. Testvérvárosa az azonos nevű város Brazíliában.